# Јосип Пирмајер
Јосип Пирмајер (Трбовље, 14. фебруар 1944 — Србобран, 24. јун 2018) био је фудбалер Новог Сада, Партизана, Војводине, Нима и југословенски фудбалски репрезентативац и тренер.

## Клупска каријера

### ФК Нови Сад
Своју фудбалску каријеру Пирмајер је започео 1960. године као шеснаестогодишњак у тадашњем друголигашу Новом Саду. Те године је Нови Сад изборио прволигашки статус и следеће две и по сезоне проводи у овом прволигашком тиму. У овом периоду је одиграо 44 прволигашке утакмице и постигао је 7 прволигашких голова.
Где је започео каријеру ту је и завршио после печалбе у Партизану, Војводини и француском Ниму. 1975. године се враћа у опет друголигашки Нови Сад. Ту остаје до 1977. године када и завршава активну играчку каријеру. У овом периоду је за Нови Сад играо 35 утакмица и постиже 12 голова.

### Партизан
Пирмајер долази у тим Партизана у другој половини фудбалске сезоне 1963/64 који је био у успону. У тој дебитантској полусезони Пирмајер се усталио у првој једанаесторки и одиграо је 12 утакмица и постигао је 2 гола. Већ у следећој сезони 1964/65, Партизан осваја титулу шампиона државе и тиме се квалификује у Куп шампиона. За Партизан је играо пуне четири и по године и за то време није пропустио ниједну утакмицу и за редом је играо 252 утакмице, од укупно 261, колико је играо за Партизан.

### Војводина
После Партизана, у другој половини 1968. (сезона 1968/69), Пирмајер прелази у Војводину, где остаје пуне четири сезоне. У тој првој сезони у Војводини игра свих тридесет и четири првенствене утакмице и постиже десет првенствених голова. У периоду док је Пирмајер играо за Војводину клуб је увек био негде у златној средини. Пирмајер је укупно за Војводину одиграо осамдесет једну утакмицу и постигао је петнаест голова.

### Ним
После Војводине Пирмајер налази ангажман у иностранству и одлази 1972. године у француски Ним.
Одмах у првој сезони са Нимом Пирмајер осваја Алпски куп, друго место у фудбалском првенству Француске и финалиста је француског купа.
За Ним је одиграо шездесет првенствених утакмица и постигао пет првенствених голова. После три сезоне проведене у Ниму, Пирмајер се враћа у клуб са којим је и започео своју фудбалску каријеру Нови Сад.

## Репрезентативна каријера
Пирмајер је као играч прошао све селекције у репрезентацији Југославије. Играо је за омладинску, младу, олимпијску и сениорку репрезентацију.
За сениорску репрезентацију је одиграо четири утакмице. Деби је имао 18. марта 1964. године у Софији на пријатељској утакмици против Бугарске пред 30.000 гледалаца. Утакмица зе завршила победом Југославије од 1:0.
Од репрезентације се опростио, такође на пријатељској утакмици, 28. октобра 1964. године на утакмици против Израела. Утакмица је играна у Тел Авиву, пред 15.000 гледалаца и завршена је победом Израела од 2:0.

## Тренерска керијера
Јосип Пирмајер је као тренер радио у Новом Саду, Новом Бечеју, Војводини, Елану, Београду, Силексу из Кратова, Биг Булу из Бачинаца и у Бечеју.

## Играчка статистика у ФК Партизан
Статистика са Партизановог сајта
| Такмичење              | Број утакмица | Број голова |
| ---------------------- | ------------- | ----------- |
| Првенствене            | 130           | 36          |
| Интернационалне        | 30            | 6           |
| Пријатељске            | 79            | 43          |
| Куп Југославије        | 9             | 3           |
| Куп европских шампиона | 9             | 1           |
| Средњоевропски Куп     | 3             | 0           |
| Турнир у Мостару       | 1             | 0           |
| Укупно                 | 261           | 89          |